# 克里斯蒂安·迈尔 (自行车运动员)
克里斯蒂安·迈尔（德語：Christian Meyer，1969年12月12日—），德国男子自行车运动员。他曾代表德国参加1992年夏季奥林匹克运动会自行车比赛，获得公路自行车男子团体计时赛金牌。